# Réserve biologique dirigée du Nord Grande-Terre
La Réserve biologique dirigée du Nord Grande-Terre est située dans le Nord de la Grande-Terre en Guadeloupe. Elle appartient administrativement aux communes de Petit-Canal, Port-Louis et Anse-Bertrand.
Sa fondation est basée sur le site de l'Habitation-Sucrerie Poyen à Petit-Canal. 

## Histoire
Les forêts sèches natives ont été remplacées du XVIIIe au XXe siècle par l'exploitation de la canne à sucre ne laissant de nos jours que 15 % des surfaces d'origine. Après l'abandon des sites tel celui de Poyen, les paysages sont réorganisés ou reconstitués. Ces écosystèmes, menacés par la déforestation et la fragmentation des territoires, sont protégés par l'Office national des forêts par la constitution le 17 avril 2018 de la forêt de Poyen au sein de la Réserve biologique dirigée du Nord Grande-Terre. 
La gare de Poyen est un des arrêts du petit train touristique de l'usine de Beauport. 

## Galerie

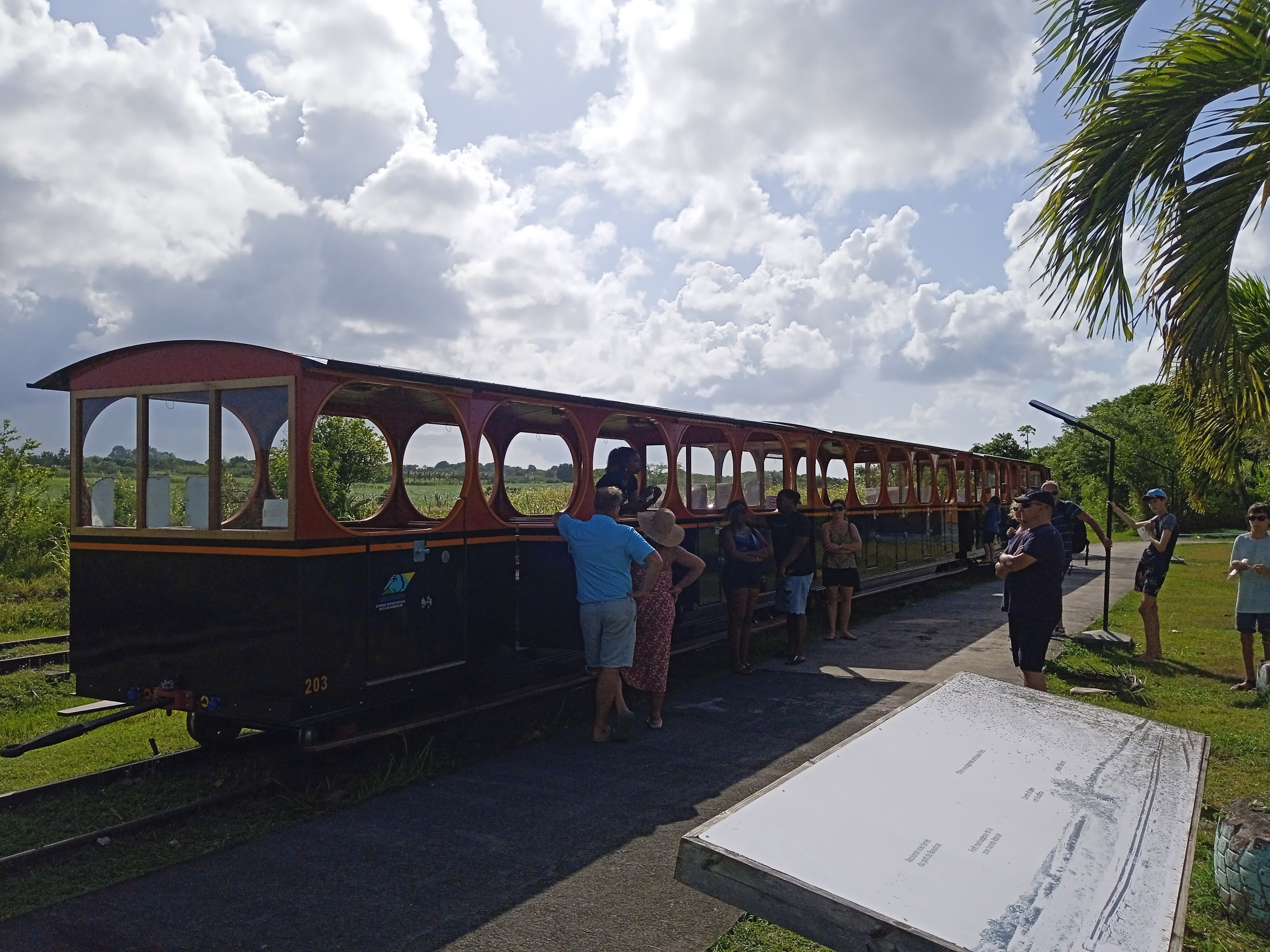
Train touristique de l'usine de Beauport en gare de Poyen.
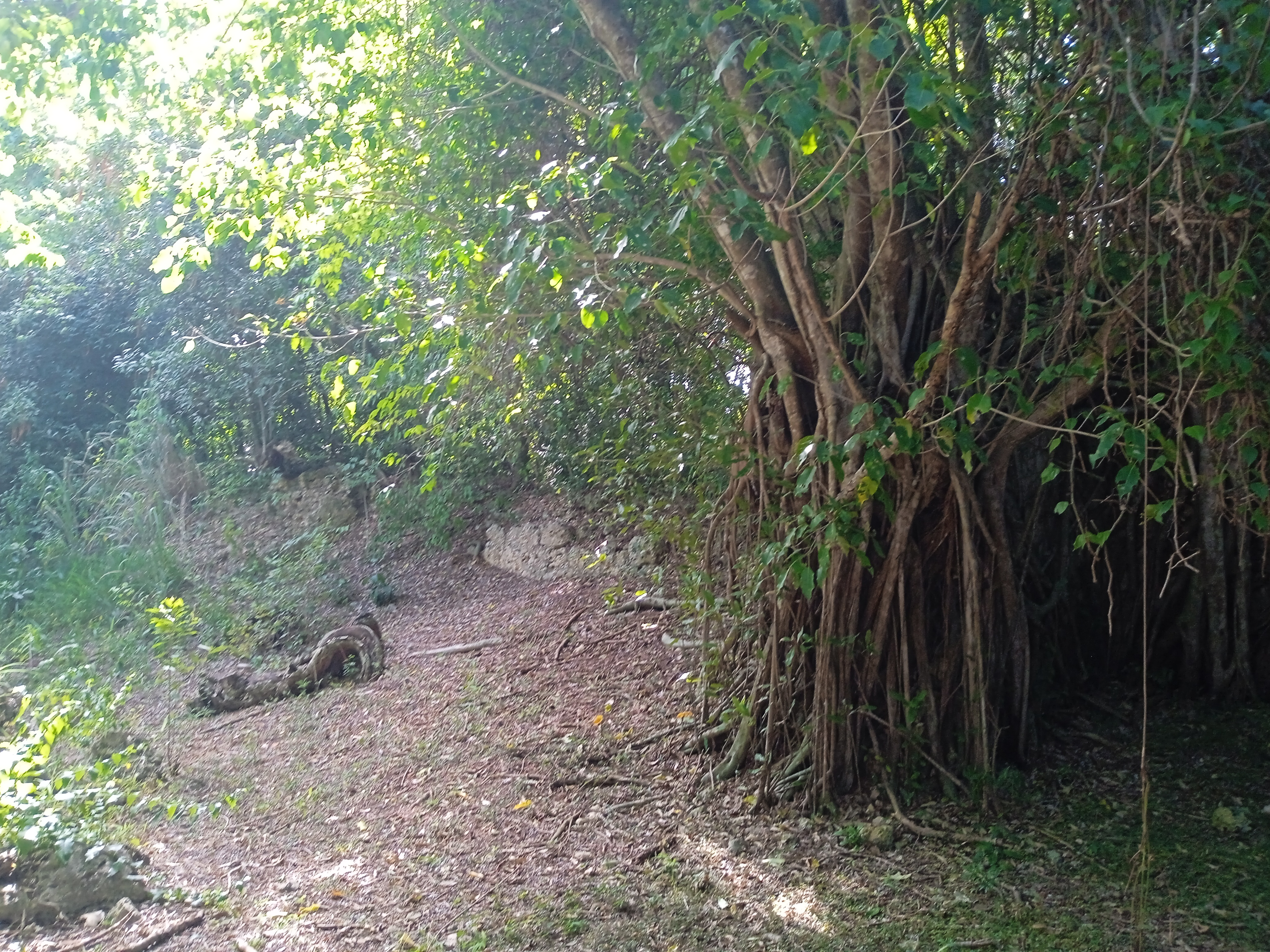
Paysage de la Réserve biologique dirigée du Nord Grande-Terre.